# Psicoterapia cognitiva constructivista
La terapia cognitiva constructivista (o psicoterapia cognitivo constructivista) es un conjunto de enfoques de psicoterapia que surgieron principalmente en los años 1980s y 90s, aunque con antecedentes en las décadas previas.
Las terapias cognitivas constructivistas conceptualizan al ser humano como esencialmente un narrador de historias en lugar de un procesador lógico-computacional de símbolos.
El objetivo de la terapia es ayudar al cliente a construir y reconstruir narraciones acerca de su vida, sus relaciones afectivas y los significados que otorga a los acontecimientos. Se busca además que el cliente aumente su consciencia de sus modalidades particulares de interpretar su experiencia y pueda flexibilizar sus esquemas cognitivos y emocionales.
Las terapias cognitivo constructivistas aparecieron como alternativa a las terapias cognitivas racionalistas de Albert Ellis y Aaron Beck que habían aparecido en los años 1960s. A diferencia de las terapias racionalistas, los enfoques cognitivo constructivistas no consideran que la razón tenga prioridad causal sobre las emociones. 
Algunos autores y psicoterapeutas cognitivos constructivistas son Vittorio Guidano, Giovanni Liotti, Robert A. Neimeyer, Óscar Gonçalves, Giampiero Arciero, Lisa McCann, Laurie Anne Pearlman, Jerome Frank, Michael Mahoney, Donald Meichenbaum (desde cierto momento de su carrera), Diane B. Arnkoff, Guillem Feixas, George Kelly, Luis Joyce-Moniz, John Rhodes, Tammie Ronen, María Gabriela Sepúlveda y Juan Balbi.

## Antecedentes filosóficos y científicos del constructivismo

### Filosofía y teoría del conocimiento
La psicología y terapia cognitiva constructivista se basa en varios antecedentes filosóficos:
El filósofo alemán Immanuel Kant (1724-1804) fue un proponente del constructivismo al sostener que el conocimiento no se origina por la acumulación de percepciones sensoriales (como lo sostiene el empirismo) sino que la mente de las persona organiza la información imponiéndole ciertos principios, “categorías a priori” innatas que determinan el modo en que las personas conocen el mundo y la experiencia que pueden tener de él. Kant sostenía ser un “realista crítico”, ya que creía que sí existe una realidad “allí fuera” (los nóumenos), pero que las personas no pueden nunca acceder a su conocimiento ya que los fenómenos están determinados por las estructuras de conocimiento de la mente. Por tanto, lo que llamamos objetivo es aquello que es válido de manera intersubjetiva.
El filósofo italiano Giambattista Vico (1668-1744) en su obra De antiquissima Italorum sapientia [Sobre la más antigua sabiduría de los italianos] (1710) sostuvo que la verdad es una creación o invención y no se basa en la observación de la realidad objetiva, ya que el mundo de la experiencia depende de la manera en que las personas organizan lo que perciben. Vico no postuló la existencia de categorías innatas invariables (como después sí lo haría Kant, otro constructivista) sino que creía que los principios que determinan la experiencia “surgen de la historia de nuestra construcción, porque en cualquier momento todo lo que se ha hecho limita lo que se puede hacer ahora”.
Heinz von Foerster (1911 – 2002), físico y cibernético austríaco, teórico del constructivismo radical y uno de los fundadores de  la cibernética de segundo orden, también llamada cibernética de la cibernética. Esta teoría sostiene que es necesario incluir al observador (p. e. científico) en el objeto de estudio. Trabajó en la Universidad de Illinois junto a Norbert Wiener, John von Neumann, Humberto Maturana, Francisco Varela, y otros.
Ernst von Glasersfeld (1917-2010), filósofo y científico cognitivo alemán. Desarrolló su teoría del constructivismo radical basándose en las teorías de Lev Vygotski, Jean Piaget (ellos mismos importantes teóricos constructivistas) y la teoría de la percepción de George Berkeley.
Humberto Maturana (1928-2021), biólogo chileno, realizó investigaciones en el Massachusetts Institute of Technology (MIT) junto a Warren McCulloch, Walter Pitts y Jerome Lettvin sobre las neuronas de la retina de la rana, y publicaron en su artículo Lo que el ojo de la rana le dice al cerebro de la rana (1959).
Feixas y Villegas comentan:

Sus experimentos (Lettvin, et al, 1959) revelaron de forma fehaciente cómo “para el animal no existe, como para el observador que lo estudia, el arriba y el abajo, el adelante o el atrás referidos al mundo exterior a él” (Maturana y Varela, 1986). Para estos autores, lo que existe en lugar de referentes “reales” absolutos es una correlación interna entre el lugar donde la retina recibe una perturbación determinada, y las contracciones musculares que mueven la lengua, para dispararla hacia el blanco.”
G. Feixas, M. Villegas. Constructivismo y psicoterapia, p. 44

Maturana y Francisco Varela acuñaron la noción de "clausura operacional" para referirse a que el sistema nervioso de los seres vivos es una red cerrada donde los cambios de estado por los que la red puede pasar están determinados por la estructura de la red misma. Según estos autores, ambos biólogos, los seres vivos se diferencian de otras entidades porque los primeros mantienen su propia organización, es decir, aunque puedan pasar por cambios en su interacción con el ambiente, los seres vivos son sistemas que se auto-producen (autopoiesis) y su organización es recurrente, por tanto son autónomos respecto del ambiente y los cambios que puedan tener están determinados por el sistema (ser vivo) mismo. El ambiente no es instructivo, solo puede gatillar cambios determinados por la estructura del sistema vivo (determinismo estructural).
Algunos académicos constructivistas como Humberto Maturana adoptan el constructivismo radical, esto es, sostienen que no existe ninguna realidad objetiva independiente del observador. Maturana afirma que solo se puede hablar de una “objetividad entre paréntesis” en la que hay que tener en cuenta el papel del sistema nervioso del observador en la constitución del objeto observado. Además, en el caso de los seres humanos, el conocimiento (incluidas las teorías científicas) no es un reflejo objetivo de la realidad sino que surge de las prácticas sociales y lingüísticas en las que las personas se coordinan entre sí.
Maturana asevera también que los seres humanos occidentales exaltan la racionalidad y devalúan las emociones, y esto les lleva a creer que se guían por la razón, e incluso a atribuir procesos racionales a los animales cuando les observan realizando conductas complejas. Sin embargo, los humanos somos mamíferos y como tales nos guiamos principalmente por nuestras emociones. Adicionalmente, no existe una “realidad objetiva” independiente de lo que los observadores (incluidos los seres humanos) hacen en sus prácticas sociales. Por otra parte, de acuerdo a Maturana la apelación a una “realidad objetiva” suele utilizarse para forzar a otras personas a hacer algo en contra de su voluntad.
Otros  teóricos constructivistas como Jean Piaget o Giovanni Liotti son realistas, no constructivistas radicales. Para ellos, la realidad objetiva existe, por esto los seres humanos construyen sus propias estructuras mentales y esquemas de conocimiento para poder acceder progresivamente a ella. En esta versión de teoría constructivista, lo que se construye son las estructuras y esquemas cognitivos, pero no la realidad en sí misma.

### Lingüística cognitiva
En las ciencias cognitivas, durante los años 80s surgió un paradigma en lingüística que tiene importantes diferencias con la gramática generativa de Noam Chomsky. Este nuevo paradigma, la lingüística cognitiva, tiene entre sus principales representantes a George Lakoff, Ronald Langacker, Len Talmy, Mark Johnson, Mark Turner y Gilles Fauconnier.
El libro Metaphors We Live By (1980) de George Lakoff y Mark Johnson argumenta que la metáfora, lejos de ser solo una figura literaria, es esencial en el sistema conceptual humano. De acuerdo a la teoría de la metáfora conceptual, las personas entendemos el mundo fundamentalmente sobre la base de metáforas y analogías. Algunas de estas se basan en experiencias corporizadas directas. Así, decimos que alguien que no expresa afectos es “frío”, y esto parece basarse en el hecho que cuando dos personas tienen intimidad afectiva la cercanía física les lleva a compartir el calor corporal.
La lingüística cognitiva adopta el “realismo experiencial” y sostiene que el conocimiento humano más lógico y abstracto depende de conocimiento más concreto, de esquemas de imágenes y patrones sensoriomotores espaciales. Es parte de la ciencia cognitiva corporizada y se opone al “objetivismo” y a la visión de la cognición como manipulación sintáctica y mecánica de símbolos amodales, visión propia de la ciencia cognitiva de los años 1950s a 70s.
Varios psicoterapeutas cognitivos constructivistas como Oscar Gonçalves, Vittorio Guidano, Giampiero Arciero y Michael Mahoney han sido influenciados por la lingüística cognitiva y retoman explícitamente sus ideas.

### Psicología narrativa de Jerome Bruner
En 1990 el psicólogo cognitivo Jerome Bruner publica su libro Actos de Significado, donde afirma que la revolución cognitiva de los años 50s buscó recuperar el “significado” para la psicología, pero que posteriormente este impulso inicial se perdió por la excesiva tecnificación de la revolución cognitiva, adoptando el paradigma del “procesamiento de información” y la visión de la mente como una máquina sintáctica sin significados. Bruner critica esta tendencia y señala que es necesaria una “psicología cultural” que esté vinculada a las humanidades y ciencias interpretativas como la antropología cultural y otras. Esta nueva psicología cognitiva constructivista y narrativa por la que Bruner aboga tendría el significado como su objeto central y se ocuparía de la construcción de narrativas con las que los seres humanos se comprenden a sí mismos y a los otros, incluidas las narrativas autobiográficas que creamos sobre nuestras vidas.
Estos planteamientos también han influenciado a numerosos psicólogos clínicos cognitivo-constructivistas.

### Biología de las emociones
Jaak Panksepp desarrolló la neurociencia afectiva. En su artículo Brain emotional circuits and psychopahologies (1988), este autor critica el hecho de que la psicología cognitiva, de acuerdo a la historia de la disciplina redactada por Howard Gardner, desde el comienzo decidió dejar de lado las emociones. Así, de acuerdo a Panksepp, la psicología cognitiva de algún modo volvió a cometer el error del conductismo que había dejado de lado los procesos interiores y postulado una “caja negra”. Panksepp sostiene que la aparición del conductismo fue entendible en un contexto en que la psicología era excesivamente introspectiva, pero que el haber dejado de lado aspectos centrales de su objeto de estudio llevó a la caída del conductismo. Sin embargo, el cognitivismo no aprendió adecuadamente la lección y volvió a dejar fuera de su disciplina elementos centrales como son las emociones y, en algunos autores, incluso el estudio del cerebro. Es por esto que Panksepp es partidario de una nueva ciencia cognitiva que incluya de modo central el estudio del cerebro y de las bases biológicas de las emociones.
Una postura semejante es adoptada por Antonio Damasio en su libro El error de Descartes, publicado en 1994, donde critica la separación dualista entre mente y cuerpo, y sostiene que las emociones guían la conducta humana y que incluso la razón tiene un componente emocional.
Allan Schore, por su parte, ha abordado las bases neurobiológicas del apego y de la regulación afectiva en los vínculos humanos, unificando la neurobiología con la psicología del desarrollo afectivo de John Bowlby.
Los estudios de la biología de las emociones, incluidos los de Maturana, Schore, Panksepp y Damasio, han influenciado a varios autores cognitivos constructivistas.

## Enfoques específicos de terapia cognitiva constructivista

### La terapia cognitiva post-racionalista de Vittorio Guidano
El enfoque específico de terapia cognitiva constructivista más conocido es probablemente la terapia cognitiva posracionalista (o post-racionalista), creada por el neuropsiquiatra italiano Vittorio Guidano a fines de los 80s y comienzos de los 90s.
A comienzos de los 80s Guidano publicó junto su colega Giovanni Liotti el libro Procesos cognitivos y desórdenes emocionales (1983). En este libro todavía los autores adherían y utilizaban las técnicas de reestructuración cognitiva creadas por Albert Ellis y Aaron Beck, aunque añadían a ellas un modelo teórico propio acerca del desarrollo evolutivo desde la niñez, influenciado por la epistemología genética de Jean Piaget y la teoría del apego de John Bowlby.
Este modelo propio de los autores, llamado el enfoque “evolutivo-estructural” de terapia cognitiva, planteaba que los seres humanos desde la infancia van formando ciertos esquemas de conocimiento que son de naturaleza afectiva y más nucleares que los esquemas de conocimiento proposicionales en formato lingüístico. Los esquemas centrales afectivos de conocimiento se forman a partir de los vínculos de apego con los padres o figuras cuidadoras, y establecen ciertas formas sesgadas de percibir el mundo, de percibirse a sí mismo y de vincularse con los otros.
Guidano y Liotti distinguen dos niveles de conocimiento: el nivel tácito de reglas de ordenamiento del conocimiento sensoriomotor, imaginativo y emocional, y el nivel explícito de conocimiento lingüístico y proposicional. El nivel tácito es jerárquicamente supra-ordenado, es decir, ordena y determina las posibilidades que toman los esquemas explícitos más superficiales. Además, los procesos tácitos no aparecen en la consciencia, es decir, determinan a la cognición explícita sin figurar en ella.
Otro postulado del enfoque evolutivo estructural es que la evolución del conocimiento durante la infancia y la vida posterior opera de manera dialéctica, es decir, el sujeto va encontrando situaciones en el mundo que confirman sus esquemas previos y otras que en cambio son discrepantes. Estas últimas hacen necesario modificar los esquemas de conocimiento o modificar al medio ambiente, dando lugar a estructuras cognitivas más flexibles y abstractas.
Además, es un enfoque cibernético en el que las experiencias otorgan feed-back acerca de los propios modelos mentales y conductas. Pero además hay procesos centrales de feed-forward mediante los que el agente anticipa los eventos de su vida basándose en experiencias pasadas.
Posteriormente Guidano adoptó la teoría de las estructuras disipativas de Ilya Prigogine, que postula que los seres vivos son sistemas abiertos en evolución hacia niveles crecientes de complejidad. Las oscilaciones internas y en el entorno del agente gatillan fluctuaciones, procesos caóticos que posteriormente son integrados en un nivel superior de abstracción y orden.
Además, Guidano adoptó la teoría de la autopoiesis de Humberto Maturana y Francisco Varela, que sostiene que la realidad es construida por el sujeto, y adoptó las ideas de Maturana acerca de las emociones como guías de la conducta humana y sobre el determinismo estructural del conocimiento, que implica que el medio ambiente no es instructivo sino que solo perturba al sistema (persona) de las maneras particulares en que la estructura biológica, emocional y cognitiva del sistema mismo lo hace posible. El sistema biológico se autoorganiza y mantiene su propio orden experiencial, y ciertos encuentros con el ambiente gatillan reorganizaciones de los esquemas de conocimiento. Pero es la organización del sistema (individuo) la que determina cuáles eventos ambientales son o no percibidos y cuáles gatillan o no reorganizaciones. El constructivismo postula que el agente cognitivo es activo y constructivo, y que el conocimiento no es solo racional sino también emotivo, enactivo y motor. Siguiendo a Piaget, Guidano sostiene que conocer un objeto es esencialmente actuar sobre él.
Partiendo del modelo evolutivo-estructural creado junto a Liotti, y de la influencia de la biología de Maturana, la teoría de sistemas y la cibernética de segundo orden, Guidano creó su enfoque psicoterapéutico, la terapia cognitiva posracionalista.
Este autor fue influenciado también por la neurociencia afectiva de Jaak Panksepp, que estudia la biología de las emociones (por tanto es una neurociencia no solamente “cognitiva”) y por la epistemología evolucionista de Karl Popper, Konrad Lorenz y Donald T. Campbell, que entiende el conocimiento (cognición) como un proceso que evoluciona en la medida que los seres vivos se vinculan con sus ambientes. El objetivo de Guidano  fue adoptar una epistemología que no proviniera de la especulación filosófica sino de las ciencias naturales:

Una concepción biológica del origen y evolución del conocimiento permite definirlo como un campo específico de las ciencias naturales. Por lo tanto, permite crear una demarcación específica respecto de los campos de la filosofía y la metafísica, que han sido dominios populares para el estudio de los procesos de conocimiento humanos. Esta demarcación también permite realizar investigaciones sobre el conocimiento utilizando los mismos procedimientos empleados en la metodología científica moderna: un enfoque experimentalmente falsable que prueba hipótesis que surgen de la interacción entre teorías disponibles sostenibles y datos de observación emergentes.
Vittorio Guidano (1995). A constructivist outline of human knowing processes, p. 90.

El conocimiento entonces no consistiría en representaciones o copias del entorno que estén dentro de la cabeza (empirismo) ni en el despliegue de esquemas preformados (innatismo), sino en modelos que los agentes construyen de forma continua a lo largo de su ontogenia para enfrentar las presiones ambientales. Según Guidano, el grado en que tales modelos “representan” de manera fiel la realidad es incognoscible, su sentido de ser radica en su viabilidad pragmática.
Es por esto que Guidano dejó de lado las técnicas propias de las terapias racionalistas como las de Albert Ellis y Aaron Beck, ya que encontró en su propio trabajo clínico que los pacientes mejoraban basándose en experiencias afectivas y no con base en cambios que ocurrieran solo en el nivel de pensamiento proposicional verbal. Además, puesto que la realidad es una construcción subjetiva, el terapeuta no tiene un acceso privilegiado a la realidad o a la “razón”, del que el cliente carecería. De ahí que Guidano llamara a su enfoque “terapia cognitiva posracionalista”, pues otorga un lugar central a la organización, reorganización y toma de consciencia por parte del cliente de sus esquemas tácitos y emocionales de conocimiento.
La terapia cognitiva posracionalista parte de la exploración de las experiencias más recientes de la vida del cliente y posteriormente, cuando hay mayor confianza entre cliente y terapeuta y este último puede cumplir el rol de una “base segura” de apego para que el cliente explore aspectos nuevos de su experiencias, se realiza una reconstrucción histórica de eventos interpersonales significativos de la vida del cliente. Esta reconstrucción narrativa se efectúa con la “técnica de la moviola”, que consiste en revisar eventos que el cliente recuerda como significativos en su imaginación, adelantando y rebobinando y acercando y alejando la imagen como si se estuviera utilizando una moviola fílmica, y pudiendo el cliente observar el evento como si él estuviera fuera y también como si estuviera dentro (viviéndolo). El objetivo es que el cliente pueda descubrir nuevos aspectos y dimensiones de sus experiencias de vida que no había tenido en cuenta o no había procesado de esa manera cuando ocurrieron ni hasta ahora.
Así, el cliente va construyendo y reconstruyendo su identidad narrativa y su historia de vida, encontrando nuevas formas de percibir los eventos de su infancia, y de su vida actual y cotidiana.

### La terapia cognitiva narrativa de Oscar Gonçalves
En su artículo De la verdad epistemológica al significado existencial en psicoterapia cognitiva narrativa (1994), Oscar Gonçalves explica que la terapia cognitiva narrativa deja de lado el enfoque “objetivista” de búsqueda de la verdad propio de la terapia cognitiva tradicional, y en su lugar propone un enfoque de “construcción de significados alternativos”. Gonçalves describe este cambio de paradigma como un paso desde la “verdad epistemológica” al “significado existencial”.
Además, señala que el constructivismo tradicional, como el de Jean Piaget, tenía un enfoque “epistemológico” que buscaba entender cómo se desarrolla desde la infancia el conocimiento sobre el mundo físico. Sin embargo, los abordajes “epistemológicos” no se ocupan de las temáticas existenciales como el significado de estar vivo y morir, el sentido de la cultura y las creencias, y el de las relaciones y la familia. Según Gonçalves, estas cuestiones existenciales no tienen respuestas del tipo “verdadero” o “falso”. En cambio, las versiones más recientes del constructivismo, que de acuerdo a este autor son formas de constructivismo narrativo y hermenéutico, sostienen que la revolución cognitiva fue traicionada por el abordaje de “procesamiento de información” que inspiró a terapias cognitivas que asumen una verdad objetiva a la que el paciente debe acceder y tienen enfoques pedagógicos y correctivos.
Basándose en la lingüística cognitiva, Gonçalves señala que los pensamientos de los seres humanos son esencialmente metafóricos e imaginativos, y que los procesos de pensar están dirigidos por la búsqueda de significado.
Un año después el autor publicó su artículo Psicoterapia cognitiva narrativa: la construcción hermenéutica de significados alternativos (1995) donde, siguiendo a Jerome Bruner, George Lakoff, y otros autores, distingue dos paradigmas acerca de la naturaleza de las representaciones cognitivas: el paradigma racionalista y el narrativo.
El paradigma racionalista conceptualiza la cognición como manipulación computacional sintáctica de símbolos abstractos (palabras, letras, etc.). Estos cálculos de algoritmos obedecerían a los principios de una lógica universal y permitirían conocer la realidad objetiva a través de la razón. 
El paradigma narrativo, en contraste, ve a los seres humanos como narradores de historias, a los pensamientos como esencialmente metafóricos e imaginativos, y a la cognición como un ejercicio hermenéutico y narrativo que busca dar significado a la realidad.
Gonçalves sitúa a su modelo de terapia cognitiva en el segundo paradigma que, de acuerdo a él, es más consistente con los hallazgos empíricos:

La psicología cognitiva ha encontrado cada vez más evidencia de que los humanos pueden ser vistos como narradores de historias y que sus representaciones cognitivas básicas están estructuradas en términos de narrativas (Polkinghorne, 1988). […] Los terapeutas cognitivos deberían abordar los sistemas de representación de los clientes más como narrativas y procesos metafóricos que como algoritmos lógicos proposicionales.
Oscar Gonçalves (1995). Psicoterapia cognitiva narrativa, p. 159.

La terapia cognitiva narrativa es un método que ayuda a los clientes a explorar una multiplicidad de contenidos narrativos y modos narrativos, y que incluye 5 fases:
1. Recordar narrativas: los clientes desarrollan una actitud de recuerdo y aprenden cómo utilizar su pasado y sus experiencias cotidianas como herramientas para construir significado.
2. Objetivación de narrativas: En esta etapa el terapeuta ayuda al cliente a expandir las experiencias sensoriales de sus narrativas (visuales, olfativas, táctiles, auditivas, etc.).
3. Subjetivación de narrativas: explorar la variedad de emociones y pensamientos que pueden construirse para cada narrativa.
4. Metaforizar narrativas: construir significados. Las metáforas son símbolos ideales para crear significados. Se busca que el cliente pueda construir múltiples significados a partir de cada narrativa.
5. Proyectar narrativas: dirigir al cliente hacia las próximas narrativas que su vida tendrá, ayudándole a ser un autor activo que crea metáforas alternativas y significativas.

Gonçalves propone también una modalidad de trabajo terapéutico con los sueños. Distingue entre los abordajes del sueño como un “proceso reactivo” de aquellos como un “proceso proactivo” y sitúa su enfoque en este último grupo. En los enfoques reactivo el sueño es utilizado para revelar algún proceso inconsciente, cognitivo o emocional; en cambio en los enfoques proactivos es concebido y utilizado como parte del proceso humano continuo de construcción de significados vitales.
Para la terapia cognitiva narrativa, los sueños al igual que la vida de vigilia se caracterizan por la emergencia de una variada estimulación sensorial, emocional y cognitiva que surge al azar. En el sueño esta estimulación consiste en residuos de la vida de vigilia. Las personas se ven ante la necesidad de organizar estas experiencias caóticas en un todo coherente y significativo. Para poder lograr esto imponen un orden narrativo a estos estímulos.
Gonçalves retoma la teoría de Allan Hobson, quien señala que en los sueños la activación endógena del tronco encefálico genera un proceso de estimulación caótico, y que el cerebro anterior hace lo posible para otorgar un sentido sintético de coherencia a esta estimulación estableciendo un orden narrativo. La diferencia con la vida de vigilia es que en el sueño la entrada sensorial del mundo externo y la salida motora están mayormente desactivadas.
Los sueños tienen abundantes metáforas y son formas de construcción continua de significado, que se organiza en forma de narraciones. El trabajo terapéutico con los sueños en la terapia cognitiva narrativa sigue las mismas fases que el trabajo con cualquier otro material de la vida de la persona: recordar, objetivar, subjetivar, metaforizar y proyectar narrativas.

### La terapia cognitiva constructivista del duelo de Robert Neimeyer
De acuerdo a Robert Neimeyer, el constructivismo es una meta-teoría que enfatiza las propiedades autoorganizativas y proactivas del conocimiento y sus implicaciones para el cambio humano.
Además, este autor sostiene que las terapias constructivistas forman parte de un contexto cultural particular: el contexto posmoderno, que considera que las “realidades” son construcciones sociales de las culturas y subculturas, donde existe un pluralismo de las creencias que resulta incompatible con la visión de la salud como “ajuste a la realidad”. Las terapias constructivistas ven a las personas como constructoras de significados, dejando de lado las conceptualizaciones puramente mecanicistas del ser humano.
Los modelos de terapias cognitivas constructivistas, agrega Neimeyer, no consideran que el significado de lo que los pacientes dicen sea literal, fácil de entender y de someter a un análisis lógico y evaluación empírica de su validez. En cambio, creen que lo que las personas dicen suele tener varias implicaciones analógicas y connotativas, y ellos mismos (los terapeutas) hacen extenso uso de las metáforas en la terapia. El constructivismo está influenciado por una perspectiva hermenéutica y fenomenológica.
Neimeyer ha sido influenciado también por las investigaciones empíricas de la psicología cognitiva sobre la memoria autobiográfica y su carácter narrativo:

De acuerdo con la ciencia cognitiva (Barsalou, 1988) y la investigación neuropsicológica (Rubin & Greenberg, 2003) sobre el procesamiento narrativo, los seres humanos estamos “cableados” para dar sentido a la vida en forma de historias, para integrar eventos autobiográficos en “esquemas de historias” que imponen orden y significado a la experiencia.
Robert Neimeyer, 2005-2006, p. 43.

Robert A. Neimeyer se especializa en la terapia cognitiva constructivista para el tratamiento de los problemas del duelo por el fallecimiento de personas significativas. En las últimas décadas ha escrito numerosos artículos, capítulos y libros sobre esta temática.
Por ejemplo, Neimeyer describe el proceso terapéutico con una clienta afroamericana que había perdido a una bebé, que nació sin vida. Durante la terapia, la clienta le trajo al terapeuta (Neimeyer) un sobre con fotos que habían tomado de ella y su bebé fallecida recién nacida. Ella no había tenido el valor de ver las fotos hasta ese momento, y le pidió a Neimeyer verlas juntos. El terapeuta le ofreció ver él primero cada foto y describir verbalmente lo que veía, y luego entregársela a ella. Ella estuvo de acuerdo. Comenzaron a ver cada una de las fotos, y se dieron cuenta de que estaban viéndolas en orden inverso, la última foto era de la bebé recién nacida en su ataúd, y las anteriores eran de la madre. Esta secuencia, sin embargo, resultó extrañamente adecuada para fines del procesamiento terapéutico del evento traumático. Además, la paciente dijo que había llamado “Spirit” (“Espíritu”) a su hija que nació fallecida, ya que llegó en la forma de un espíritu. El terapeuta aceptó y comprendió la situación. Habría sido inadecuado argumentar, desde una perspectiva racionalista o materialista, “los espíritus no existen” o “esa es una creencia irracional”, ya que lo relevante en la terapia es el significado existencial y subjetivo de la situación para la clienta, no su supuesto significado “objetivo” (en caso de que lo hubiera). 
La revisión narrativa de las fotos incluyó el diálogo terapéutico de qué sucedió, pero también el de cómo y por qué. Estos últimos aspectos implican a las emociones y el significado. Esta narración emocional con las fotos duró 30 minutos. La clienta se alejaba emocionalmente en ciertos momentos, y en otros se acercaba a experimentar de manera más involucrada su duelo, y esto lo hacía al ritmo que para ella era cómodo, ella era quien lo decidía. Además, la clienta llevó a la terapia una dedicatoria a “Spirit” que ella había escrito con su hermana, y que el terapeuta leyó en voz alta. La dedicatoria decía que Spirit ahora es una angelita que está en presencia de Dios. A pesar de la trágica pérdida, la clienta pudo dar un profundo significado al fallecimiento de su hija.
La construcción y reconstrucción del significado del evento traumático (incluido el significado espiritual) y el situar ese evento en el contexto más amplio de la vida de la clienta fueron los procesos que ella llevó a cabo, con la compañía contenedora de Robert Neimeyer, en la terapia.

### Otros enfoques
Otros modelos cognitivos constructivistas son la terapia cognitivo-conductual narrativa de John Rhodes, la psicoterapia constructivista narrativa hermenéutica de Gabriele Chiari y María Laura Nuzzo, y la terapia cognitiva constructivista con niños y adolescentes de Tammie Ronen.